# Фронт иракских туркмен
Фронт иракских туркмен (ФИТ) (араб. الجبهة التركمانية العراقية‎, al-Jabha al-Turkmāniya al-Irāqiya; тур. Irak Türkmen Cephesi) — основанная 24 апреля 1995 года коалиция политических партий Ирака, отстаивающих интересы иракских туркмен.
После падения режима Саддама Хусейна партия оспаривала контроль над Киркуком и другими районами северного Ирака, утверждая, что Киркук принадлежит туркменскому народу. Партия заявляет, что регион под названием Туркменэли (буквально означает «земля туркмен») является родиной иракских туркмен. Туркменэли включает в свои границы Киркук, Талль-Афар, Эрбиль, Мандали, Мосул и Туз-Хурмату. Иракская армия и Пешмерга не позволили им сформировать своё ополчение и взять под контроль районы, в которых они живут.
Партия играла активную роль в борьбе с Исламским государством, чтобы защитить регион Туркменэли (особенно вокруг Киркука) и иракских туркмен от геноцида, совершённого боевиками ИГ.

## Состав
Иракский туркменский фронт представляет собой коалицию следующих политических партий:
- Иракская национальная туркменская партия (INTP), основанная в 1988 году и действовавшая в беспилотных зонах на севере Ирака.
- Партия Туркменэли , основанная в 1992 году на Северном Кипре как партия Туркменский союз.
- Провинциальная туркменская партия
- Движение независимых туркмен
- Партия за права иракских туркмен
- Туркменское исламское движение Ирака

## Результаты выборов
Согласно неподтвержденным опубликованным результатам, на выборах в законодательные органы Ирака в декабре 2005 года список ФИТ (№ 630) набрал 76 434 голоса, или 0,7% по всей стране. Подавляющее большинство этих голосов было подано в провинции Киркук, где ФИТ набрала более 10% голосов. Большинство остальных голосов ФИТ было получено в провинции Саладин. Согласно полным официальным результатам этих выборов, ФИТ имеет право только на одно место в постоянном Национальном собрании. Партия активно финансируется турецкой администрацией и военными.
После первых парламентских выборов в Ираке в 2005 года ФИТ подал ряд официальных жалоб в Независимую избирательную комиссию Ирака, в которых утверждалось о фальсификациях голосов курдскими партиями и протестовало против решения Комиссии разрешить курдским внутренне перемещенным лицам и беженцам голосовать в местах, откуда они были изгнаны при Саддаме Хусейне. На выборах они получили чуть более 90 000 голосов, или 1,1% поданных голосов, что принесло им три места в переходной Национальной ассамблее Ирака.
На парламентских выборах 2009 года в Курдистане многие туркмены бойкотировали выборы. ФИТ набрала всего 7 077 голосов, или 0,38% голосов избирателей, получив 1 место.
На национальных выборах 2010 года в Ираке ФИТ вступил в союз с Иракским национальным движением (Аль-Иракия) в провинции Киркук. Кандидат ФИТ в туркменском оплоте Киркук Аршад Салихи набрал 59 732 голоса. Это было второе место после Халида Швани из Патриотического союза Курдистана, набравшего 68 522 голоса.
Другими кандидатами ФИТ, прошедшими в парламент из списков ФИТ и других списков, были следующие: Аршад Салихи (Киркук), Джале Чифтчи (Киркук), Иззеттин Девле (Мосул), который был назначен министром сельского хозяйства, Небил Харбо (Мосул), Мюдрике Ахмет (Мосул) и Хасан Озмен (Дияла) и ещё 4, включая Турхана Мюфтю, который был назначен министром провинций. ФИТ получила в общей сложности 127 989 голосов в Ираке, увеличив их общее количество голосов на 34 600.
ФИТ решила принять участие в последних курдских выборах, которые также состоялись в конце 2013 года. ФИТ составил один список и получила наибольшее количество голосов в Эрбиле, в результате чего Айдын Маруф стал членом туркменского парламента ФИТ от Эрбиля в парламенте РПК.
На парламентских выборах в Ираке в 2014 года ФИТ защитил своё общее количество членов парламента, равное 10, и защитил число своих кандидатов, избранных прямым голосованием, из списков ФИТ-Turkmen (без альянсов), а также увеличила общее количество парламентариев ФИТ до трёх в результате победы члена ФИТ, участвовавшего в Muttahidun Lil'Islah List, Hena Asgar, в Туз-Хурмату, крупном туркменском поселении, расположенном в округе Туз провинции Саладин. ФИТ изо всех сил старался, чтобы все туркмены отдали свои голоса, но они не смогли сильно изменить ситуацию по сравнению с предыдущими выборами, и основной причиной этого было показано наступление ИГИЛ в Ираке. Лидер движения Арахад Салихи (Киркук) и депутат Хасан Туран (Киркук) избраны членами парламента по собственному списку ФИТ; Киркук туркменского фронта возглавил депутат партии Хасан Туран. Киркукский туркменский передовой список ФИТ стал вторым в провинции Киркук, набрав 71 492 голоса, что составляет почти 13% от общего числа голосов в провинции Киркук. Хотя существовал второй туркменский список под названием Киркукский туркменский альянс, участвовавший в выборах в Киркуке; количество голосов ФИТ в Киркуке увеличилось примерно на 3000 по сравнению с количеством голосов, полученных кандидатами ФИТ на выборах 2010 года. Увеличилось и общее количество голосов, полученных туркменскими списками, тем не менее почти полностью полученное Туркменским списком ФИТ. Ещё 7 туркменских кандидатов, не входящих в ФИТ, были избраны в парламент по разным спискам. Самым большим сюрпризом стало избрание трех туркмен в провинции Саладин, в том числе первого члена парламента ФИТ Туз Хурмату из списка, не входящего в ФИТ, Хену Асгар.

## Тренировки командования турецкого спецназа
В марте 2015 года изгнанный губернатор Мосула Атил аль-Нуджаифи сообщил, что турецкий спецназ, известный как «бордовые береты», обучает иракских и сирийских туркмен учебной миссии, направленной на отвоевание опорного пункта ИГ в Мосуле. Нуджаифи также сообщил, что турецкие власти пообещали прислать оружие. Позже турецкие официальные лица подтвердили наличие тренировочных лагерей в Эрбиле, Мосуле и Киркуке, а также в неизвестных местах на территории Сирии. Они сказали, что обучение было сосредоточено на уличных столкновениях, саботаже и сборе разведданных.
В тот же день депутат иракского Туркменского фронта Айдын Маруф заявил, что в ближайшем будущем будет создана официальная туркменская бригада иракской армии, численность которой начнётся с 500 человек, а вскоре после этого будет увеличена до 1500 человек для защиты Талль-Афара, Кифри и других крупных туркменских населённых пунктов от ИГ, а также для запланированного наступления с целью вернуть себе районы, которые находились под контролем ИГ, такие как Мосул. Он также заявил, что отныне бригада будет получать официальную поддержку турецких вооружённых сил и что бригадой в продолжающемся бою будет командовать иракский туркменский командир. Это официальное соглашение между ФИТ, правительством Ирака и РПК будет официально гарантировано Турецкой Республикой. Маруф считал это важным шагом для будущего иракских туркмен. 4000 туркменских боевиков сражаются с ИГ в северной провинции Киркук, а ещё 10 000 прошли обучение в Мосуле.